# Kodigehalli, Dod Ballapur
Kodigehalli là một làng thuộc tehsil Dod Ballapur, huyện Bangalore Rural, bang Karnataka, Ấn Độ.